# 이정로
이정로(李正魯, 1838년 음력 12월 2일~1923년 양력 5월 1일)는 조선 말기의 관료로 일제강점기에 조선귀족 남작위를 수여받았다. 아호는 사계(沙溪)이다.

## 생애
1858년 문과에 뽑혀 대간 벼슬과 지방 수령 등을 거쳤다. 1882년 이조참의에 임명되고 우승지를 거쳐서 이조참판에 올랐으며, 1891년 도승지에 임명되었다. 1892년에 공조판서로 입각하게 되고 예조판서, 좌참찬, 이조판서 등을 하다가 1894년 형조판서로 경위(卿位
)에 올랐다.
을미사변으로 명성황후가 시해됐을 때 폐비하는 데 적극 나선 친일파 인물들을 규탄하는 상소를 올리는 등 본래 수구파에 속하는 인물이었으나, 이후 고위직에 근무하면서 한일 병합 조약이 체결되자 1910년 10월 16일 일본 정부로부터 남작 작위를 받았다. 이정로의 작위는 이능세에게 습작되었다.

## 사후
2002년 발표된 친일파 708인 명단과 2008년 민족문제연구소에서 친일인명사전에 수록하기 위해 정리한 친일인명사전 수록예정자 명단에 자신의 작위를 이은 아들 이능세와 함께 선정되었다.
대한민국 친일반민족행위진상규명위원회가 2007년에 발표한 친일반민족행위 195인 명단에도 들어 있으며, 2008년 대한민국 친일반민족행위자재산조사위원회는 이정로 소유의 토지에 대해 국가귀속 결정을 내렸다.

## 참고자료
- 친일반민족행위진상규명위원회 (2007년 12월). 〈이정로〉 (PDF). 《2007년도 조사보고서 II - 친일반민족행위결정이유서》. 서울. 381~386쪽쪽. 발간등록번호 11-1560010-0000002-10. [깨진 링크(과거 내용 찾기)]